# Huize Maas
Huize Maas is een stadscafé en podium aan de Vismarkt in de stad Groningen. Het bedrijf, gevestigd in een rijksmonument, werd gesticht door Herman Maas in 1926 als dansgelegenheid. De grote danszaal werd ontworpen door de Groninger architect Evert van Linge.

## Podium
Huize Maas wordt in de loop der jaren vooral bekend door de podiumfunctie; zo trad The Police er in maart 1977 op tijdens een clubtournee met andere punkbands. Op 18 oktober 1978 trad Dire Straits op.
Ieder jaar in januari is het een van de podia van Eurosonic. Daarnaast is het ook een vaste locatie van de Popronde Groningen en fungeert het als uitwijklocatie van SPOT Groningen. 

## Brand
In september 2013 brak er in de achterzaal een brand uit, vijf maanden later werd de zaak weer heropend Tijdens de verbouwing werden er beschilderde panelen van jute gevonden.

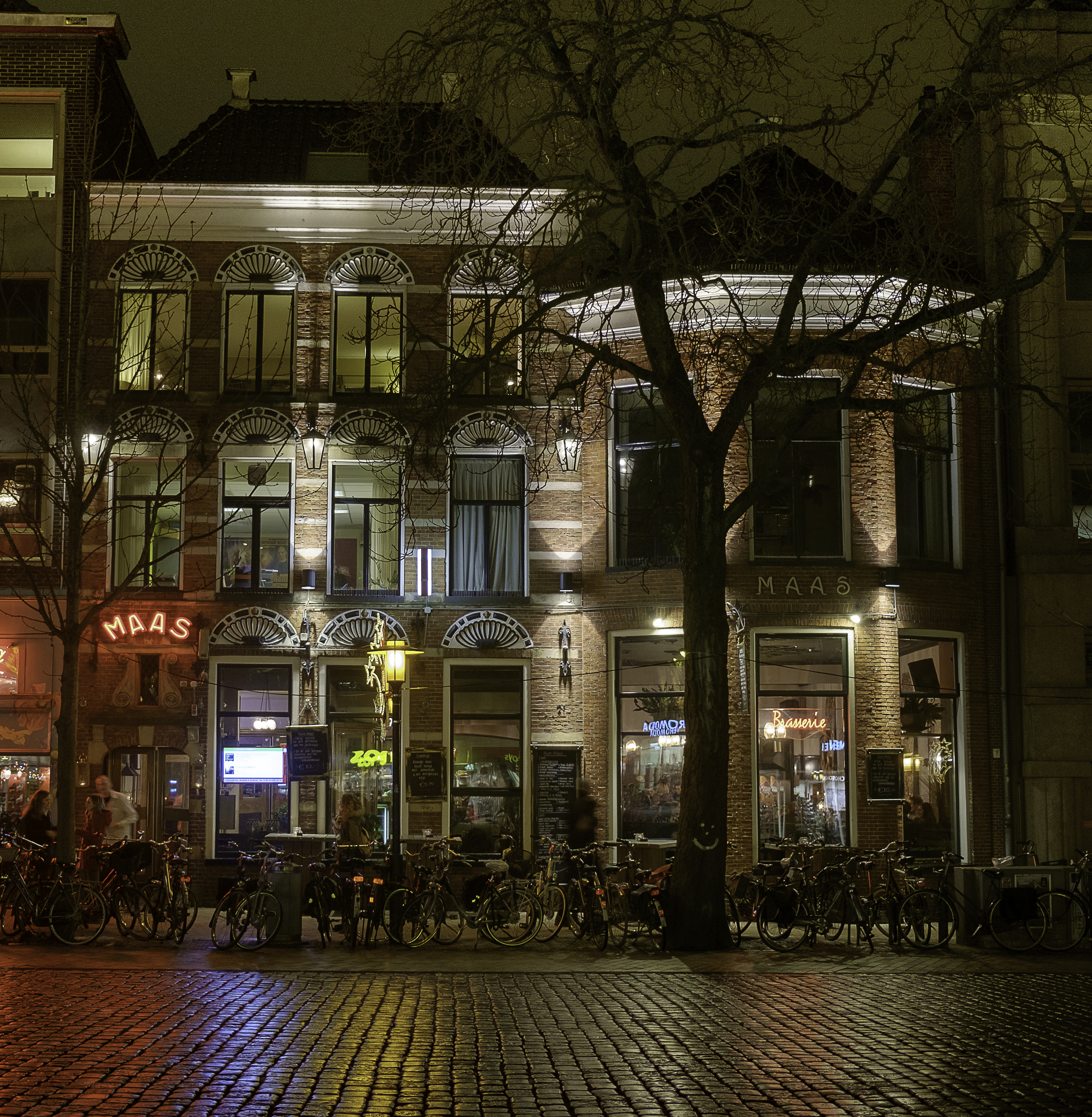
Huize Maas bij nacht (2016)